# (36440) 2000 PD27
2000 PD27 (asteroide 36440) é um asteroide da cintura principal. Possui uma excentricidade de 0.08128950 e uma inclinação de 4.81831º.
Este asteroide foi descoberto no dia 9 de agosto de 2000 por LINEAR em Socorro.